# Північна Естонія
59°25′02″ пн. ш. 25°05′34″ сх. д. / 59.417138888889° пн. ш. 25.092777777778° сх. д.
Північна Естонія (також Естляндія) — історично-географічний, етнокультурний, а також економічний регіон, розташований у північній частині республіки Естонія, уздовж південного узбережжя Фінської затоки. В економічному сенсі це найбільш густонаселений, найбільш урбанізований та найрозвиненіший в сенсі інфраструктури регіон країни, на території якого розміщена її столиця — місто Таллінн, а також дві найбільших промзони країни, що з'явились за радянських часів — Хар'юмаа та прикордонний з Росією Іда-Вірумаа. Історично Північна Естонія є змішенням кількох мов і культур, які проникли сюди в різні часи — фіно-угорської (естонці, фіни), німецької (шведи, данці й німці) та слов'янської (росіяни, українці, білоруси).

## Історія
У XIII столітті Північна Естонія виділилась в особливий регіон країни, увійшовши до складу королівства Данія (Див. Данська Естонія, пізніше також Шведська Естонія). У той період племена південної частини країни здебільшого зберегли традиційний сільський уклад і продовжили перебувати під впливом балтійських та слов'янських народів.

## Природа й пам'ятки
Північна Естонія відома своїми піщаними пляжами, острівцями та крутими скелями, що обриваються поблизу берегів Фінської затоки. Місцями зберігаються лісові стежки, болота. Тут розташований і найбільший заповідник Естонії — Лахемааський національний парк, що також називається «Країна заток». Проте головні пам'ятки регіону — численні старі садиби та руїни орденських замків і фортець, церкви та монастирі.
- Усть-Нарва — спа-курорт «Північної Рив'єри»
- Алтья — рибальське село
- Куремяе — православний монастир
- Палмсе — садиба[2]